# 秋田県道206号山谷富根停車場線
秋田県道206号山谷富根停車場線（あきたけんどう206ごう やまやとみねていしゃじょうせん）は、秋田県能代市を通る一般県道である。

## 概要
能代市常盤字森ノ越（山谷地区）から南下し、米代川付近で県道64号・県道205号と合流し、東方向へ左折、能代市二ツ井町飛根交点で右折し米代川を渡る。橋から約400メートルで右折して、JR東日本 奥羽本線 富根駅終点に至る。

### 路線データ
- 総延長 : 8.007 km[2]
- 実延長 : 4.743 km[2]
- 起点 : 秋田県能代市常盤字森ノ越2番6地先[3]北緯40度16分9.63秒 東経140度9分47.8秒
- 終点 : 秋田県能代市二ツ井町飛根字町頭10番5地先（富根駅）[3]北緯40度13分5.85秒 東経140度10分19.96秒
- 未供用区間 : なし[2]

## 歴史
- 1973年（昭和48年）3月1日 - 秋田県道に認定される[3]。

## 路線状況

### 重複区間
- 秋田県道64号能代二ツ井線（能代市常盤・交点 - 能代市二ツ井町飛根〈米代川北側〉・交点）
- 秋田県道205号富根能代線（能代市常盤・交点 - 能代市二ツ井町飛根〈米代川南側〉・交点）

### 冬期閉鎖区間
- なし[4]

### 交通不能区間
- なし[5]

## 地理

### 交差する道路
| 施設名   | 接続路線名                                                 | 備考                  | 所在地                                                                |
| -------- | ---------------------------------------------------------- | --------------------- | --------------------------------------------------------------------- |
|          |                                                            | 起点                  | 能代市常盤字森ノ越                                                    |
|          | 秋田県道64号能代二ツ井線 （=秋田県道205号富根能代線 重複） |                       | 能代市常盤                                                            |
|          | 秋田県道64号能代二ツ井線                                   | （県道205号重複区間） | 能代市二ツ井町飛根 米代川北側北緯40度13分31.13秒 東経140度10分17.92秒 |
|          | 秋田県道205号富根能代線                                    |                       | 能代市二ツ井町飛根 米代川南側                                         |
| 富根駅前 |                                                            | 終点                  | 能代市二ツ井町飛根字町頭                                              |

### 沿線の施設

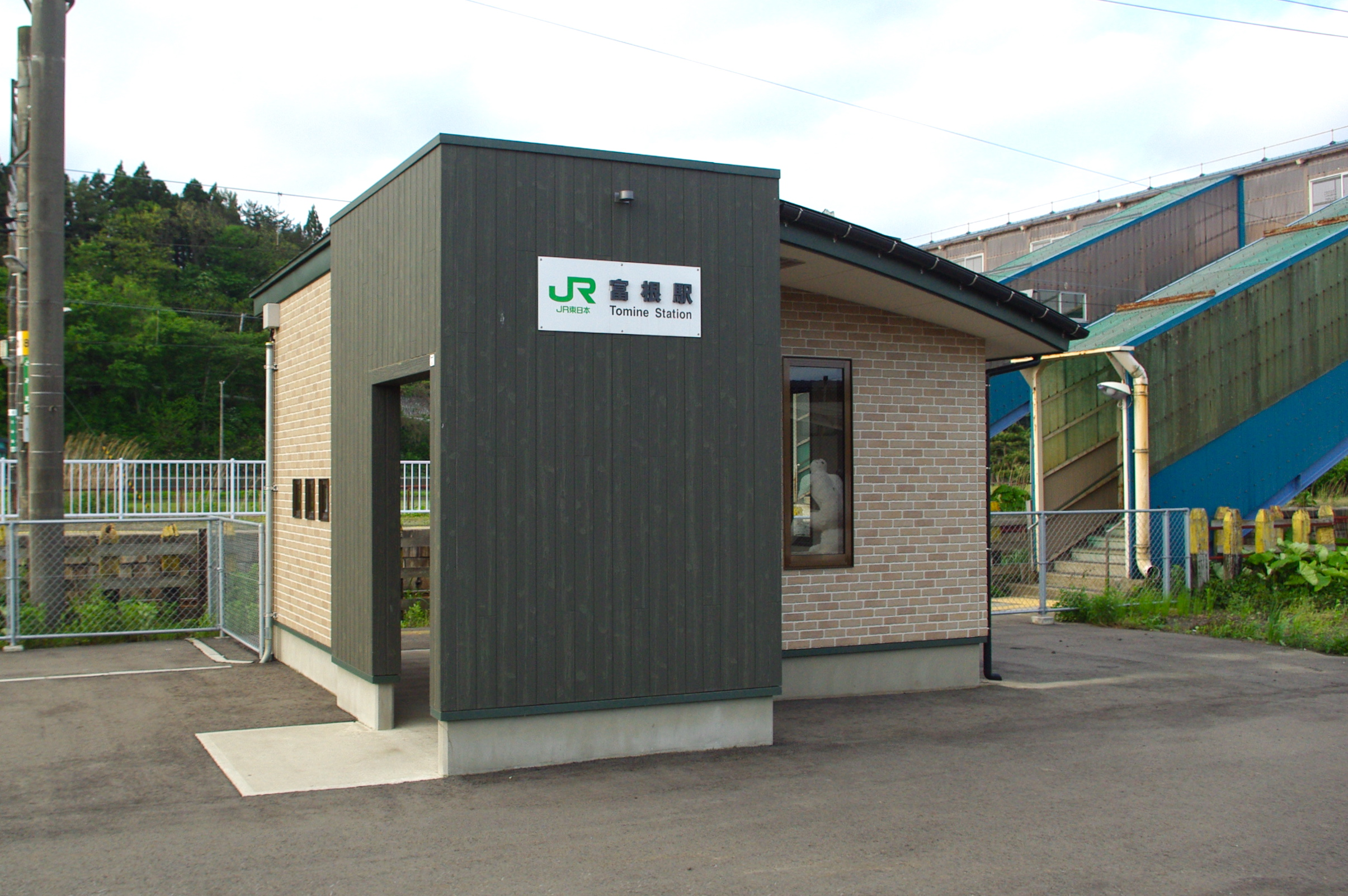
終点・富根駅

- 米代川
- JR東日本 奥羽線 富根駅